# Район Кіта (Наґоя)
Райо́н Кіта́ (яп. 北区, きたく, МФА: [kʲita ku̥]) — район міста Наґоя префектури Айті в Японії.  Площа становить 17,55 км². Станом на 1 серпня 2011 року населення складало 165 187  осіб, густота населення — 9410 осіб/км².

## Пам'ятки
- Замок Наґоя (північна частина)